# Kvalifikace na Mistrovství Evropy ve fotbale 2012 – skupina F
Skupina F kvalifikace na Mistrovství Evropy ve fotbale 2012 byla jednou z 9 kvalifikačních skupin na tento šampionát. Postup na závěrečný turnaj si zajistil vítěz skupiny. Druhý tým skupiny hrál buď baráž, nebo postoupil také přímo (pokud byl nejlepší v žebříčku týmů na druhých místech).

## Tabulka
| Tým        | Z  | V | R | P | GV | GI | +/− | B  |
| ---------- | -- | - | - | - | -- | -- | --- | -- |
| Řecko      | 10 | 7 | 3 | 0 | 14 | 5  | +9  | 24 |
| Chorvatsko | 10 | 7 | 1 | 2 | 18 | 7  | +11 | 22 |
| Izrael     | 10 | 5 | 1 | 4 | 13 | 11 | +2  | 16 |
| Lotyšsko   | 10 | 3 | 2 | 5 | 9  | 12 | −3  | 11 |
| Gruzie     | 10 | 2 | 4 | 4 | 7  | 9  | −2  | 10 |
| Malta      | 10 | 0 | 1 | 9 | 4  | 21 | −17 | 1  |

## Zápasy
| 2. září 2010                |        |          |                                                 |
| Izrael                      | 3 – 1  | Malta    | Ramat Gan diváci: 17 365 rozhodčí: Saïd Ennjimi |
| Benajun 7', 64' (pen.), 75' | Report | 38' Pace | Ramat Gan diváci: 17 365 rozhodčí: Saïd Ennjimi |

| 3. září 2010 |        |                              |                                            |
| Lotyšsko     | 0 – 3  | Chorvatsko                   | Riga diváci: 7 400 rozhodčí: Björn Kuipers |
|              | Report | 43' Petrić 51' Olić 82' Srna | Riga diváci: 7 400 rozhodčí: Björn Kuipers |

| 3. září 2010    |        |             |                                                   |
| Řecko           | 1 – 1  | Gruzie      | Pireus diváci: 15 000 rozhodčí: Carlos Clos Gómez |
| Spiropoulos 72' | Report | 3' Iashvili | Pireus diváci: 15 000 rozhodčí: Carlos Clos Gómez |

| 7. září 2010 |        |        |                                               |
| Gruzie       | 0 – 0  | Izrael | Tbilisi diváci: 45 000 rozhodčí: Sascha Kever |
|              | Report |        | Tbilisi diváci: 45 000 rozhodčí: Sascha Kever |

| 7. září 2010 |        |                             |                                             |
| Malta        | 0 – 2  | Lotyšsko                    | Ta'Qali diváci: 6 000 rozhodčí: Tony Asumaa |
|              | Report | 42' Gorkšs 84' Verpakovskis | Ta'Qali diváci: 6 000 rozhodčí: Tony Asumaa |

| 7. září 2010 |        |       |                                                 |
| Chorvatsko   | 0 – 0  | Řecko | Záhřeb diváci: 33 000 rozhodčí: Claus Bo Larsen |
|              | Report |       | Záhřeb diváci: 33 000 rozhodčí: Claus Bo Larsen |

| 8. října 2010 |        |       |                                             |
| Gruzie        | 1 – 0  | Malta | Tbilisi diváci: 50 000 rozhodčí: Alan Black |
| Siradze 90+1' | Report |       | Tbilisi diváci: 50 000 rozhodčí: Alan Black |

| 8. října 2010 |        |          |                                                 |
| Řecko         | 1 – 0  | Lotyšsko | Piraeus diváci: 13 520 rozhodčí: Antonio Damato |
| Torosidis 58' | Report |          | Piraeus diváci: 13 520 rozhodčí: Antonio Damato |

| 9. října 2010 |        |                          |                                                   |
| Izrael        | 1 – 2  | Chorvatsko               | Ramat Gan diváci: 30 000 rozhodčí: Wolfgang Stark |
| Shechter 81'  | Report | 36' (pen.), 41' Kranjčar | Ramat Gan diváci: 30 000 rozhodčí: Wolfgang Stark |

| 12. října 2010 |        |             |                                              |
| Lotyšsko       | 1 – 1  | Gruzie      | Riga diváci: 4 330 rozhodčí: Manuel De Sousa |
| Cauņa 90+1'    | Report | 74' Siradze | Riga diváci: 4 330 rozhodčí: Manuel De Sousa |

| 12. října 2010                       |        |                       |                                                |
| Řecko                                | 2 – 1  | Izrael                | Pireus diváci: 16 935 rozhodčí: Martin Hansson |
| Salpingidis 22' Karagunis 63' (pen.) | Report | 59' (vl.) Spiropoulos | Pireus diváci: 16 935 rozhodčí: Martin Hansson |

| 17. listopadu 2010            |        |       |                                                        |
| Chorvatsko                    | 3 – 0  | Malta | Záhřeb diváci: 9 000 rozhodčí: Duarte Gomes (Portugal) |
| Kranjčar 19', 42' Kalinić 81' | Report |       | Záhřeb diváci: 9 000 rozhodčí: Duarte Gomes (Portugal) |

| 26. března 2011 |        |            |                                                    |
| Gruzie          | 1 – 0  | Chorvatsko | Tbilisi diváci: 63 000 rozhodčí: Paolo Tagliavento |
| Kobiashvili 90' | Report |            | Tbilisi diváci: 63 000 rozhodčí: Paolo Tagliavento |

| 26. března 2011     |        |            |                                                 |
| Izrael              | 2 – 1  | Lotyšsko   | Ramat Gan diváci: 8 000 rozhodčí: Milorad Mažić |
| Barda 16' Kayal 81' | Report | 62' Gorkšs | Ramat Gan diváci: 8 000 rozhodčí: Milorad Mažić |

| 26. března 2011 |        |                 |                                                 |
| Malta           | 0 – 1  | Řecko           | Ta'Qali diváci: 11 000 rozhodčí: Michael Weiner |
|                 | Report | 90+4' Torosidis | Ta'Qali diváci: 11 000 rozhodčí: Michael Weiner |

| 29. března 2011 |        |        |                                                 |
| Izrael          | 1 – 0  | Gruzie | Tel Aviv diváci: 13 500 rozhodčí: Fredy Fautrel |
| Ben Chajim 59'  | Report |        | Tel Aviv diváci: 13 500 rozhodčí: Fredy Fautrel |

| 3. června 2011            |        |             |                                                    |
| Chorvatsko                | 2 – 1  | Gruzie      | Záhřeb diváci: 33 000 rozhodčí: Stefan Johannesson |
| Mandžukić 76' Kalinić 78' | Report | Kankava 17' | Záhřeb diváci: 33 000 rozhodčí: Stefan Johannesson |

| 4. června 2011                       |        |            |                                            |
| Řecko                                | 3 – 1  | Malta      | Piraeus diváci: 14 700 rozhodčí: Pawel Gil |
| Fetfatzidis 8', 64' Papadopoulos 26' | Report | Mifsud 54' | Piraeus diváci: 14 700 rozhodčí: Pawel Gil |

| 4. června 2011   |        |                                       |                                         |
| Lotyšsko         | 1 – 2  | Izrael                                | Riga diváci: 6 147 rozhodčí: Alan Kelly |
| Cauņa 62' (pen.) | Report | Benajun 19' Tal Ben Haim I 43' (pen.) | Riga diváci: 6 147 rozhodčí: Alan Kelly |

| 2. září 2011 |        |           |                                                   |
| Gruzie       | 0 – 1  | Lotyšsko  | Tbilisi diváci: 15 422 rozhodčí: Leontios Trattou |
|              | Report | Cauņa 63' | Tbilisi diváci: 15 422 rozhodčí: Leontios Trattou |

| 2. září 2011 |        |           |                                                  |
| Izrael       | 0 – 1  | Řecko     | Ramat Gan diváci: 13 100 rozhodčí: Craig Thomson |
|              | Report | Ninis 60' | Ramat Gan diváci: 13 100 rozhodčí: Craig Thomson |

| 2. září 2011       |        |                                                        |                                              |
| Malta              | 1 – 3  | Chorvatsko                                             | Ta'Qali diváci: 6 150 rozhodčí: Tony Chapron |
| Michael Mifsud 38' | Report | Ognjen Vukojević 11' Milan Badelj 32' Dejan Lovren 68' | Ta'Qali diváci: 6 150 rozhodčí: Tony Chapron |

| 6. září 2011 |        |             |                                                |
| Malta        | 1 – 1  | Gruzie      | Ta'Qali diváci: 2 000 rozhodčí: Pol van Boekel |
| Mifsud 25'   | Report | Kankava 15' | Ta'Qali diváci: 2 000 rozhodčí: Pol van Boekel |

| 6. září 2011 |        |                     |                                                |
| Lotyšsko     | 1 – 1  | Řecko               | Riga diváci: 5 415 rozhodčí: Stanislav Todorov |
| Cauņa 19'    | Report | K. Papadopoulos 84' | Riga diváci: 5 415 rozhodčí: Stanislav Todorov |

| 6. září 2011                |        |            |                                                         |
| Chorvatsko                  | 3 – 1  | Izrael     | Záhřeb diváci: 22 000 rozhodčí: Carlos Velasco Carballo |
| Modrić 47' Eduardo 55', 57' | Report | Chemed 44' | Záhřeb diváci: 22 000 rozhodčí: Carlos Velasco Carballo |

| 7. října 2011         |        |            |                                              |
| Řecko                 | 2 – 0  | Chorvatsko | Piraeus diváci: 27 316 rozhodčí: Howard Webb |
| Samaras 71' Gekas 79' | Report |            | Piraeus diváci: 27 316 rozhodčí: Howard Webb |

| 7. října 2011             |        |       |                                            |
| Lotyšsko                  | 2 – 0  | Malta | Riga diváci: 4 500 rozhodčí: Richard Trutz |
| Višņakovs 33' Rudņevs 83' | Report |       | Riga diváci: 4 500 rozhodčí: Richard Trutz |

| 11. října 2011 |        |                            |                                                |
| Gruzie         | 1 – 2  | Řecko                      | Tbilisi diváci: 7 824 rozhodčí: Daniele Orsato |
| Targamadze 19' | Report | Fotakis 79' Charisteas 85' | Tbilisi diváci: 7 824 rozhodčí: Daniele Orsato |

| 11. října 2011 |        |                            |                                              |
| Malta          | 0 – 2  | Izrael                     | Ta'Qali diváci: 2 614 rozhodčí: Bruno Paixão |
|                | Report | Refaelov 11' Gershon 90+3' | Ta'Qali diváci: 2 614 rozhodčí: Bruno Paixão |

| 11. října 2011            |        |          |                                               |
| Chorvatsko                | 2 – 0  | Lotyšsko | Rijeka diváci: 8 370 rozhodčí: Antony Gautier |
| Eduardo 66' Mandžukić 72' | Report |          | Rijeka diváci: 8 370 rozhodčí: Antony Gautier |